# 圭亞那寶麗魚
圭亞那寶麗魚，為輻鰭魚綱鱸形目隆頭魚亞目慈鯛科的其中一種，分布於南美洲蓋亞那埃塞奎博河流域，體長可達10公分，棲息在深色水質、水流快速的溪流，生活習性不明。